# 6598 Modugno
6598 Modugno è un asteroide della fascia principale. Scoperto nel 1988, presenta un'orbita caratterizzata da un semiasse maggiore pari a 2,7027226 UA e da un'eccentricità di 0,2375445, inclinata di 10,15853° rispetto all'eclittica.
L'asteroide è dedicato al cantante italiano Domenico Modugno.